# Goodbye to the Island
Goodbye to the Island è il quarto album in studio della cantante gallese Bonnie Tyler, pubblicato nel 1981.

## Tracce
Tutte le tracce sono di Ronnie Scott e Steve Wolfe, tranne dove indicato.
1. I'm Just a Woman – 5:08
2. We Danced on the Ceiling – 4:58
3. Wild Love (Iain Sutherland) – 4:37
4. The Closer You Get (Chris Rea) – 3:51
5. Sometimes When We Touch (Dan Hill, Barry Mann) – 4:19
6. Goodbye to the Island – 3:13
7. Wild Side of Life (Arlie Carter, William Warren) – 3:46
8. A Whiter Shade of Pale (Gary Brooker, Keith Reid) – 4:29
9. Sitting on the Edge of the Ocean – 3:19
10. I Believe in Your Sweet Love – 4:22

## Classifiche
| Classifica (1981) | Posizione più alta |
| ----------------- | ------------------ |
| Norvegia          | 38                 |